# 민경선
민경선(閔敬善, 1971년 2월 6일 ~ )은 현재 경기교통공사 사장이며, 경기도의회 제 8,9,10대 의원이었다.

## 학력
- 서강대학교 경제대학원 금융경제학과 졸업(경제학 석사)

## 경력
- 국회의원 비서관, 보좌관
- (사)한반도평화경제연구원 책임연구원
- 2010.07 ~ 2014.06 : 제8대 경기도의회 의원
- 2014.07 ~ 2018.06 : 제9대 경기도의회 의원
  - 2016.07 ~ 2018.06 : 제9대 경기도의회 후반기 교육위원회 위원장
- 2018.07 ~ 2022.03 : 제10대 경기도의회 의원
- 경기도의회 독도사랑 국토사랑회 회장
- 경기도의회 더불어민주당 정책위원장
- 제9대 경기도의회 교육위원장
- 2020.10 더불어민주당 정책위원회 부의장
- 2021.8 자치분권위원회 정책자문위원
- 2021.12 국가균형발전위원회 균형발전 규제혁신 전문위원
- 2022. 더불어민주당 고양시장 예비후보
- 2022.12~ 경기교통공사 사장(현)

## 역대 선거 결과
|  | 55.89% |

|  | 50.19% |

|  | 73.35% |